# NopCommerce
nopCommerce es una solución de código abierto para comercio electrónico desarrollada en ASP.NET|MVC 4.0 con base de datos de MS SQL 2008 (o superior). Está disponible bajo la Licencia Pública nopCommerce V3 y fue lanzado oficialmente en octubre de 2008 para las pequeñas y medianas empresas.

## Historia
El desarrollo de nopCommerce fue iniciado en 2008 por Andrei Mazulnitsyn en Yaroslavl, Rusia.
En 2009, Nop Solutions fue fundada y expandida a una compañía de dos. Más tarde en ese año, Microsoft reconoció a nopCommerce como valioso y lo incluyó en el instalador Microsoft Web Platform Installer. La compañía tiene sus oficinas en Yaroslavl, Rusia.
Las primeras versiones introdujeron funcionalidad básica y las funciones principales como procesamiento de órdenes, atributos, plugins, descuentos, niveles de precio, noticias, blogs, mensajes privados, foros, impuesto y soporte de paquetería.
En junio de 2010, una capa de acceso de datos nueva fue en la versión 1.70.
La versión 2.00 (agosto de 2011) lanzó a nopCommerce como una solución basada en ASP.NET MVC.
Más tarde en 2011 nopCommerce se migró a ASP.NET MVC 4.
Las versiones 3.00 y 3.10 fue ampliada para incluir multi-tienda y multi-vendedores y para simplificar la lógica de producto. En versiones 3.5 y 3.6 y 3.7 fueron incluida con una nueva plantilla, moderna y responsiva a los dispositivos móviles. La versión 3.8 lanzada en julio del 2016 tiene un módulo de administración totalmente nuevo y responsivo con vistas para usuario básico y avanzado y además permite que la aplicación corra en granjas de servidores.
El ciclo de liberación entre versiones es entre 5 y 6 meses.

## Uso
En diciembre de 2016, Builtwith.com informa que hay 30,176 sitios web que han utilizado nopCommerce y que su participación de mercado entre los sitios de comercio electrónico es de 2.5%.
El paquete de instalación ha sido descargado más de 1.9 millones de veces.

## Modelo empresarial
nopCommerce puede ser descargado, instalado y utilizado libre de costo.
La comunidad de nopCommerce proporciona soporte a otros. Hay un costo opcional para usar la solución sin la marca de nopCommerce. Hasta que 2014, la documentación tenía un costo, hoy en día está disponible libre de cargo.

## Comunidad
nopCommerce tiene una comunidad de usuarios y desarrolladores,  muy activa la cual proporciona la asistencia a otros usuarios y contribuye con código, plugins y otras extensiones y con sugerencias para la planeación del roadmap. Tiene 109 socios de solución en 37 países que proporcionan desarrollos a la medida , diseño gráfico, y otros servicios.  El stackoverflow.com tiene más de 750 consultas etiquetadas "nopCommerce". Para nopCommerce hay una oferta cercana a mil quinientos plugins y plantillas. En diciembre de 2015, el programa había sido traducido a 30 lenguas. El 30 de octubre de 2015, la primera conferencia de la comunidad nopCommerce #NopDevDays tuvo lugar en Ámsterdam, Países Bajos, atrayendo más de 65 delegados de 14 países. En octubre del 2016 fue la segunda conferencia con 160 asistentes de 30 países. También en 2016 se inició la organización de webminars y reuniones de usuarios y desarrolladores de nopCommerce en diversas ciudades del mundo.

## Premios y reconocimientos
En 2010 y 2011 nopCommerce estuvo entre los finalistas del Packt Open Source E-Commerce Award. nopCommerce es presentado y se encuentra en el top 5 de mayor descarga de las aplicaciones proporcionadas por Microsoft Web Platform Installer. 
En 2013, nopCommerce fue seleccionado como la mejor aplicación de finanzas en los premios Russian WebReady.
En enero de 2016, nopCommerce ganó el premio CMScritic  "Best eCommerce for SMB".

## Características principales
- Diseño flexible y responsivo para ser compatible con los dispositivos móviles (Apple  iOS, Android, BlackBerry, Windows, etc)
- Soporte de operación de multi-tienda
- Puede manejar multi-vendedores para operación de drop shipment
- Clasificación de los productos en categorías y fabricantes
- Las categorías también pueden ser totalmente anidadas hasta cualquier nivel deseado (subcategorías)
- Los productos se pueden asignar a más de una categoría o fabricante
- Cierre de compra en una página
- Compra anónima
- Certificados de Regalo
- Productos con pagos recurrentes
- Soporte multilingüe
- Soporte multidivisa
- Manejo flexible de unidades de peso y medidas
- Tipos de cambio de divisas en tiempo real (BCE)
- Soporte de SSL
- Exportación a XML
- Listas de control de accesos (ACL)
- Registro de Actividades
- Chat en línea
- Notificaciones mediante SMS
- Diseño totalmente personalizadle con facilidad para uso de plantillas
- Soporte para recibir pedidos telefónicos
- Número de RMA (gestión de las repatriaciones)
- Lista configurable de países autorizados para la facturación y de envío

### Características del producto
- Atributos del producto para manejo de tallas, colores, materiales, etc.
- Etiquetas de productos para apoyar las búsquedas
- Atributos para el pedido (ejemplo para solicitar empaque para regalo, etiqueta de obsequio, etc.)
- Atributos configurables para los datos del cliente (por ejemplo, «Fecha de nacimiento», «Número de teléfono»)
- Los precios para tipos o grupos de clientes
- Posibilidad de que el cliente indique el precio que desea pagar
- Permite dueño de la tienda ocultar los precios para clientes no registrados
- Soporta múltiples imágenes por producto
- Auto-ajuste del tamaño de las imágenes
- Productos descargadles (música, videos, productos digitales, etc.)
- Opción de incluir texto para la personalización de los productos (por ejemplo las iniciales o monograma, nombres, etc)
- Soporte para productos sencillos (por ejemplo, un libro) o productos con diversas variantes de presentación, tamaño, color, etc.
- Búsqueda de productos simple, avanzada y predictiva
- Productos destacados, más vendidos, recientes, novedades, etc.
- Control de inventario
- Posibilidad de deshabilitar botones de compra para productos específicos
- Especificaciones de los productos (por ejemplo, el tipo de procesador, memoria, tarjeta gráfica)
- Comparación de características de distintos productos

### Marketing y Promociones
- Programa de lealtad mediante manejo de puntos
- Posibilidad de manejar diversas plantillas de diseño en las categorías, fabricantes o productos
- Manejo de productos relacionados
- Gestor de campañas de mailing
- Manejo de grupos de clientes para asignar descuentos, tratamiento fiscal, etc.
- Descuentos directos o mediante cupones
- El descuento puede ser por un valor fijo o mediante porcentaje
- Puede especificar una fecha de inicio y una fecha final, cuando el cupón es válido
- Los clientes pueden evaluar los productos
- Los descuentos pueden ser aplicados a los productos o a las categorías
- Optimización en buscadores (SEO)
- URL amigable y configurable para buscadores
- Cada página del producto, la categoría y el fabricante puede tener sus propios meta tags personalizados de búsqueda del motor, título de la página
- Personalizar por defecto SEO meta tags
- Los artículos de noticias Tienda apoyo. Noticias RSS. Comentarios de las noticias
- Encuestas
- Blog de la tienda
- Foros de discusión
- Programas de afiliados
- Compatibilidad con Froogle y Yahoo Shopping
- Mapa XML del sitio para Google
- Plantillas de correo electrónico personalizables
- Ruta de navegación para la fácil navegación del sitio
- Activación de  "La tienda está cerrada"
- La integración de Google Analytics y de Google AdSense

### Características del Envío
- Integrado con las tarifas de transporte en tiempo real de: UPS, USPS
- Cálculo el envío por peso, destino y / o costo del pedido
- Configuración de envío gratis
- Posibilidad de ofrecer diversos métodos de envío (ejemplo, terrestre, aéro, etc.)
- Soporte para productos descargables
- Soporte para productos que no requieren envío (por ejemplo, servicios)

### Características del Manejo de Impuestos
- Aplicar impuestos por país, región, estado, provincia o código postal del origen o del destino
- Los productos individuales se pueden marcar como sujetos o exentos de impuestos
- Soporte de diversas tarifas de impuestos de acuerdo al tipo de productos (por ejemplo, mercancías, servicios, alcohol, etc)
- Los grupos de clientes se pueden marcar como exención de impuestos
- Impuesto configurables sobre la base de: la dirección de facturación / envío / default / envío de origen
- Permitir especificar si los precios incluyen impuestos
- Permitir que el cliente elija el tipo de despliegue de impuestos (con / sin IVA)
- Permitir dueño de la tienda para especificar el tipo de visualización de impuestos (IVA / sin IVA)
- Permite especificar si los costos de envío incluyen el impuesto

### Métodos de Pago
- Pago en efectivo al recoger o entregar el pedido
- Orden de pago.
- depósitos o transferencias a cuentas de cheques
- Acepta todas las principales tarjetas de crédito y débito
- Almacene se puede configurar para autorizar solamente, o autori-el modo de captura de tarjetas de crédito. A continuación, puede capturar el pago al momento del embarque, si se desea
- Operación de tarjetas manual o en tiempo real * Authorize.NET
- Google Checkout
- PayPal estándar